# Черемисов, Владимир Андреевич
Влади́мир Андре́евич Череми́сов (9 [21] мая 1871 — после 1937) — военачальник Российской Империи, генерал от инфантерии.

## Биография
Владимир Андреевич Черемисов мариец(черемис) по происхождению, имел дворянский титул Бакинской губернии. Образование получил в Бакинском реальном училище.
- 1891 — Окончил военно-училищные курсы Московского пехотного юнкерского училища. Выпущен в 12-ю артиллерийскую бригаду.
- 1899 — Окончил Николаевскую Академию Генерального штаба.
- 15 февраля 1900 — Старший адъютант 2-й казачьей сводной дивизии.
- 27 марта 1901 — Старший адъютант штаба X армейского корпуса.
- 26 апреля 1903 — Обер-офицер для особых поручений при штабе IX армейского корпуса.
- 2 ноября 1903 — Помощник старшего адъютанта штаба Киевского военного округа.
- 7 марта 1904 — Прикомандирован к Киевскому военному училищу для преподавания военных наук.
- 18 сентября 1908 — Начальник штаба 7-й кавалерийской дивизии.
- 8 октября 1911 — Штатный преподаватель военных наук Николаевской военной академии.
- Август 1914 — Командир Серпуховского 120-го пехотного полка 30-й пехотной дивизии.
- Август-сентябрь 1914 — Участвовал в боях в Восточной Пруссии
- Октябрь 1914 — Участвовал в боях под Варшавой, за боевые отличия награждён орденом Св. Георгия IV степени и Георгиевским оружием.
- 8 апреля 1915 — И. д. генерал-квартирмейстера штаба 12-й армии.
- 6 февраля 1916 — Командир бригады 32-й пехотной дивизии.
- 12 июля 1916 — Генерал для поручений при командующем 7-й армией.
- 31 марта 1917 — Начальник 159-й пехотной дивизии.
- 12 апреля 1917 — Командующий XII армейским корпусом в составе 12-й и 19-й пехотных дивизий.
- Июнь 1917 — Участвовал в Июньском наступлении в составе 8-й армии генерала Л. Г. Корнилова. XII АК наносил главный удар на Галич и Калуш, для чего был усилен до 6 дивизий (11-я, 19-я, 56-я, 117-я, 164-я пехотные и 1-я Заамурская пограничная пехотная дивизии).
  - 25 июня — Корпус перешел в наступление, прорвал передовую, промежуточную и главную позиции противника на всем фронте 3-й австро-венгерской армии от Ямницы до Загрозди, разбил XXVI австро-венгерский корпус и занял долину Быстрицы.
  - 26 июня — Корпус нанес поражение XIII австро-венгерскому корпусу.
  - 27 июня — При поддержке XXXIII АК занял Галич.
  - 28 июня — При поддержке XXXIII АК занял Калуш.
- 7 июля 1917 — принял от генерала Корнилова 8-ю армию.
- Июль 1917 — Оставил Галич и Калуш, передал левофланговые корпуса 1-й армии генерала Г. М. Ванновского.
- 10 июля 1917 — В результате наступления германской Южной армии оставил Станиславов и продолжил отход с Ломницы.
- 14 июля 1917 — Сдал Городенку.
- 15 июля 1917 — После упорных боев XII и III Кавказский АК отошли на левый берег р. Збруч.
- 16 июля 1917 — XII и III Кавказский АК сдержали наступление XXV и XXVII германских резервных корпусов.
- 18 июля 1917 — Приказом А. Ф. Керенского назначен главнокомандующим армиями Юго-Западного фронта, но не вступил в командование, поскольку назначению воспротивился Корнилов.
- 23 июля 1917 — Перешел в наступление, потеснив XXV и XXVII германские резервные корпуса у Скалы и Выгоды.
- 25 июля 1917 — Сдал фронт генералу П. С. Балуеву.
- 2 августа 1917 — Переведен в распоряжение Временного правительства.
- 11 августа 1917 — Генерал от инфантерии. Командующий 9-й армией (X, XVIII, XXVI, XXIX и XL армейские корпуса).
- 9 сентября 1917 — Главнокомандующий армиями Северного фронта. Тайно субсидировал большевистскую газету «Наш путь», открыто не подчинялся Керенскому, запретил отправку войск с фронта в Петроград для подавления октябрьского переворота.

Стало известно о движении генерала Краснова с 3 корпусом на Петербург, за ним должны были двигаться еще войска. Но уже через день заговорили об «измене генерала Черемисова». В штабе главнокомандующего северным фронтом уже велась недостойная игра. Генерал Черемисов довольно прозрачно давал окружающим понять, что в ближайшие дни он готовится стать верховным главнокомандующим. Вызванные в Петербург правительством эшелоны были задержаны генералом Черемисовым в пути; казаки Уссурийцы стали брататься с большевиками. Еще раз в верхах армии появилась растерянность, нерешительность, предательство и трусость (Петр Врангель, «Записки»). 

Вскоре по моему вызову явился сам главнокомандующий. Произошло весьма тяжелое объяснение. Генерал не скрывал, что в его намерения вовсе не входит в чем-нибудь связывать своё будущее с судьбой «обреченного» правительства. Кроме того, он пытался доказать, что в его распоряжении нет никаких войск, которые он бы мог выслать с фронта, и заявил, что не может ручаться за мою личную безопасность в Пскове. Тут же Черемисов сообщил, что он уже отменил свой приказ, ранее данный в соответствии с моим требованием из Петербурга, о посылке войск, в том числе и 3-го конного корпуса. — «Вы видели ген. Краснова, он разделяет ваше мнение?» — спросил я. — «Ген. Краснов с минуты на минуту приедет ко мне из Острова». — «В таком случае, генерал, немедленно направьте его ко мне». — «Слушаюсь».

Генерал ушел, сказав, что идет прямо в заседание военно-революционного комитета, там окончательно выяснит настроение местных войск и вернется ко мне доложить. Отвратительное впечатление осталось у меня от свидания с этим умным, способным, очень честолюбивым, но совершенно забывшем о своем долге человеком. Значительно позже я узнал, что, по выходе от меня, генерал не только пошел в заседание военно-революционного комитета. Он пытался еще по прямому проводу уговорить командующего Западным фронтом ген. Балуева не оказывать помощи правительству (A. Ф. Керенский).

К октябрьскому выступлению большевиков Керенский почти не имел войск, верных Временному Правительству. Генерал Черемисов открыто перешел к большевикам (С. П. Полонский, предисловие к книге П. Н Краснова «Тихие подвижники»).
- 14 ноября 1917 — Отстранен от командования и по приказу Н. В. Крыленко арестован.

После освобождения выехал в Киев, а затем эмигрировал в Данию. С 1930-х годов жил во Франции.

 Во время обеда прибыл вновь назначенный командующим армией, герой Галича, генерал Черемисов. Маленький, худенький, с бегающими черными глазками и приятным, несколько вкрадчивым голосом генерал Черемисов произвел на меня впечатление живого, неглупого человека (Петр Врангель, «Записки»).

## Награды
- Орден Святого Станислава 3-й степени (1901)
- Орден Святого Станислава 2-й степени (1906)
- Орден Святой Анны 2-й степени с мечами (1911)
- Георгиевское оружие (18.03.1915)
- Орден Святой Анны 1-й степени с мечами (10.04.1917)
- Орден Святого Георгия 4-й степени (28.06.1917)

## Сочинения
- Основы современного военного искусства (СПБ, 1909).
- Русско-японская война 1904—1905 гг. (СПБ, 1909).
- Основы германской тактики (СПБ, 1914)
- Прикладная тактика (СПБ, 1913—1914).